# Vsevolod Romanenko
Vsevolod Vadymovyč Romanenko (in ucraino Всеволод Вадимович Романенко?; Ternopil', 24 marzo 1977) è un ex calciatore ucraino, di ruolo portiere.